# Список номинантов на премию «Национальный бестселлер» 2016 года
Список номинантов на премию «Национальный бестселлер», попавших в длинный список, короткий список (финалисты) и ставшего победителем (лауреатом) премии «Национальный бестселлер» в сезоне 2016 года.
Список представлен в следующем виде — победители; короткий список (финалисты), кроме победителей; длинный список — кроме победителей и финалистов.
Для финалистов и победителя в скобках указано сколько баллов набрало данное произведение по итогам голосования членов большого жюри за произведения из длинного списка для их отбора в финал. Произведение, набравшее наибольшее количество баллов по итогам голосования за произведения из длинного списка, чаще всего, но не всегда, становилось победителем.
Произведения в длинном списке упорядочены по фамилиям их авторов, произведения в коротком списке — по количеству набранных ими баллов при голосовании за произведения из длинного списка.

## Победитель
1. Юзефович Леонид, «Зимняя дорога» (12 баллов).

## Короткий список
1. Саттаров Эльдар, «Транзит Сайгон — Алматы» (9 баллов).
2. Топорова Аглая, «Украина трех революций» (8 баллов).
3. Галина Мария, «Автохтоны» (7 баллов).
4. Однобибл Михаил, «Очередь» (5 баллов).

## Длинный список
1. Абгарян Наринэ, «С неба упали три яблока»
2. Абузяров Ильдар, «О нелюбви»
3. Аксенов Василий, «Десять посещений моей возлюбленной»
4. Алешковский Петр, «Крепость»
5. Анташкевич Евгений, «1916 год. Хроника одного полка»
6. Ардов Михаил, «Проводы: хроника одной ночи»
7. Аствацатуров Андрей, «Осень в карманах»
8. Афлатуни Сухбат, «Муравьиный царь»
9. Бочков Валерий, «Коронация зверя»
10. Глуховский Дмитрий, «Метро-2035»
11. Данилов Дмитрий, «Есть вещи поважнее футбола»
12. Дигол Сергей, «Диагноз Веспуччи»
13. Дорошева Светлана, «Книга, найденная в кувшинке»
14. Зайончковский Олег, «Тимошина проза»
15. Зыгарь Михаил, «Вся кремлевская рать»
16. Иличевский Александр, «Справа налево»
17. Кабаков Александр, «Камера хранения»
18. Ким Анатолий, «Гений»
19. Кобрин Кирилл, «Шерлок Холмс и рождение современности»
20. Козлов Владимир, «Пассажир»
21. Кононов Николай, «Парад»
22. Котова Елена, «Период полураспада»
23. Крюкова Елена, «Солдат и Царь»
24. Кузнецов Сергей, «Калейдоскоп»
25. Матвеева Анна, «Завидное чувство Веры Стениной»
26. Назарова Валентина, «Девушка с плеером»
27. Погодина-Кузмина Ольга, «Герой»
28. Рябов Кирилл, «Клей»
29. Сандалов Феликс, «Формейшн. История одной сцены»
30. Сахновский Игорь, «Свобода по умолчанию»
31. Снегирев Александр, «Как же ее звали?..»
32. Стаховский Евгений, «43»
33. Стерлигов Герман, «Учебник истории. От Грозного до Путина»
34. Тарковский Михаил, «Тойота-Креста»
35. Харитонов Михаил, «Золотой ключ, или Похождения Буратины»
36. Хомченко Андрей, «Птица»
37. Шереметьева Евдокия, «Здесь люди»
38. Шпаков Владимир, «Песни китов»
39. Штемлер Илья, «Одиночество в раю»